# Porpora post-trasfusionale
La porpora post-trasfusionale è una reazione avversa alla trasfusione di eritrociti o piastrine concentrati, caratterizzata da una grave diatesi emorragica purpurea e mucosa conseguente a piastrinopenia, potenzialmente fatale, che insorge dopo 5-12 giorni dal trattamento.

## Patogenesi
Pur essendo un'evenienza rara, si presenta specialmente in multipare mai trasfuse e in soggetti politrasfusi. La patogenesi non è ben chiara, ma va ricercata principalmente nella presenza di anticorpi contro antigeni piastrinici quali l'HPA-1a, presente nel 98% della popolazione normale, in pazienti HPA-1a negativi. La trasfusione di sangue HPA-1a positivo potrebbe provocare una reazione anticorpale contro le piastrine trasfuse e, per motivi non chiari, anche verso le piastrine del ricevente.

## Trattamento
La condizione è spesso autolimitante, ma può venir trattata, nei casi più gravi, con somministrazione endovenosa di immunoglobuline o plasmaferesi.